# Lorena Meritano Gelfenben
Lorena Meritano Gelfenben (Concordia, Argentina; 30 de setembre de 1970) és una model, actriu i presentadora de televisió Colombiana-Argentina que ha desenvolupat part de la seva carrera professional en diversos països d'Amèrica Latina.

## Biografia
Lorena Meritano va néixer a la ciutat de Concordia, a la província d'Entre Ríos, a la regió litoral de l'Argentina. El 1985 va decidir anar-se'n a Itàlia per provar sort al món del modelatge per més tard tornar a Argentina a estudiar actuació. El 1993 va tenir el seu primer paper a la telenovel·la mexicana Prisionera de amor. El 1998 va tenir un paper a la novel·la Muñeca brava on va interpretar una tercera en discòrdia entre la parella protagonitzada per l'uruguaiana Natalia Oreiro i l'argentí Facundo Arana. El 2001 va arribar a Colòmbia, país on ha desenvolupat la majoria dels seus treballs, va encarnar el paper de Gabriela Garza a EcoModa, seqüela de la telenovel·la Betty, la fea. Des de la primera aparició a la televisió colombiana, Meritano ha tingut diversos papers en produccions d'aquest país com ara Pasión de gavilanes (on va interpretar Dinora Rosales), Chepe Fortuna, Amas de casa desesperadas, Mujeres asesinas, entre d'altres.
L'actriu argentina va patir l'any 2014 un càncer de mama, la malaltia va ser tractada al seu pais, Argentina i va superar la malaltia l'any 2015.

## Filmografia

### Televisió
| Any         | Títol                                          | Personatge                           |
| 2018        | La bella y las bestias                         | Senyora León (participació especial) |
| 2013 - 2014 | El día de la suerte                            | Raquel de Pombo                      |
| 2012        | Casa de reinas                                 | Minerva Samper                       |
| 2012        | Corazón apasionado                             | Virginia Gómez Campos-Miranda        |
| 2011        | Chepe Fortuna                                  | Minerva Samper                       |
| 2010        | Mujeres asesinas - Capítol Marta, manipuladora | Teresa Alarcon                       |
| 2008        | Mujeres de nadie                               | Julia (participació especial)        |
| 2007        | Mujeres asesinas - Capítol Helena, protectora  | Gabriela                             |
| 2007-2008   | Amas de casa desesperadas                      | Verónica Villa                       |
| 2007        | Tiempo final (cap. "El Plomero")               | Ana                                  |
| 2007        | Mujeres asesinas - Mariela, envenenadora       | Mariela                              |
| 2006        | Merlina, mujer divina                          | Frida de Carbó (Antagonista)         |
| 2005        | Historias de sexo de gente común               | Vanesa                               |
| 2003-2004   | Pasión de gavilanes                            | Dínora Rosales Lince (Antagonista)   |
| 2003-2004   | El auténtico Rodrigo Leal                      | Rafaela del Valle                    |
| 2002-2003   | La lectora                                     | Guadalupe 'Karen' Serna              |
| 2001-2002   | Ecomoda                                        | Gabriela Garza                       |
| 1998-1999   | Muñeca brava                                   | Carolina                             |
| 1998        | La mujer de mi vida                            | Alexandra Montesinos                 |
| 1997-1998   | Escándalo                                      | Susana Solís/Susana Miranda          |
| 1997        | Rivales por accidente                          | Luz Elena                            |
| 1996        | Tric-Trac                                      | Actuació especial                    |
| 1995        | Maravillas diez y pico                         | Actuació especial                    |
| 1996        | La revista                                     | Actuació especial                    |
| 1994        | Prisionera de amor                             | Esther                               |

### Concursos i Realitys
| Any  | Títol                       | Rol                                  |
| ---- | --------------------------- | ------------------------------------ |
| 2019 | Quién quiere ser millonario | Ella mateixa (participació especial) |
| 2005 | La isla de los famosos      | Participant                          |

## Premis
- India Catalina Cartagena (2006). Nominada com millor Actriu antagònica per "Merlina, Mujer Divina".
- Latin Ace Award (2000). Millor co-Protagonizació femenina per La mujer de mi vida.
- Palmas De Oro (2000). Trajectòria - Millor actriu per Escándalo.
- Mara de Oro (2000). Millor actriu coprotagònica per La mujer de mi vida.
- Sol De Oro (2000). Millor actriu estelar per Escándalo.
- Estrella De Venezuela (2000). Millor actriu co-protagònica per La mujer de mi vida.
- Mara de Oro (1999). Millor actriu co-protagònica per La mujer de mi vida.
- Palmas de Oro (1999). Millor actriu protagònica internacional per Escándalo.
- Premio Ace (1999). Rostre de l'any per La mujer de mi vida.
- Gran Águila de Oro (1999). Millor actriu co-protagònica per La mujer de mi vida.
- Palmas de Oro (1995). Revelació de l'any per Prisionera de amor.